# آي تي-إكس
آي تي-إكس (アニメシアターX Anime Shiatā Ekkusu، حرفيًا. "مسرح الأنمي إكس") هي شبكة تلفزيونيّة  خاصّة للأنمي التي يملكها آي تي-إكس (株式会社エー・ティー・エックス Kabushiki kaisha Ē-Tī-Ekkusu). تأسست في 26 يونيو 2000 كشركة تابعة لتلفزيون طوكيو مديانيت، والتي بدورها هي شركة تابعة لتلفزيون طوكيو(TXN). مقرها يقعُ في ميناتو طوكيو. 	آي تي-إكس شبكة البث لأنمي عبر الأقمار الصناعية والكابلات منذ 24 ديسمبر 1997.
شعارهم هو Wan ranku ue no anime senmon chan'neru (ワンランク上のアニメ専門チャンネル حرفيًا. "قنوات خاصة للأنمي فوق الشّق")

## وصلات خارجية
- الموقع الرسمي (باليابانية)
- AT-X في قاعدة بيانات الأفلام على الإنترنت
- آي تي-إكس على موقع IMDb (الإنجليزية)
- آي تي-إكس على موقع ANN company (الإنجليزية)